# Torrenueva (kommun)
Torrenueva är en kommun i Spanien.   Den ligger i provinsen Provincia de Ciudad Real och regionen Kastilien-La Mancha, i den centrala delen av landet, 200 km söder om huvudstaden Madrid. Antalet invånare är 2 972. Arean är 144 kvadratkilometer.
Terrängen i Torrenueva är lite kuperad.